# Division 1 de 1991–92
A Division 1 de 1991–92 foi a 54ª edição do Campeonato Francês de Futebol. A edição da temporada 1991–92 começou no dia 20 de julho de 1991. 
O campeão foi Olympique de Marseille, pela oitava vez, tendo como vice o Monaco.

## Clubes participantes
| - AJ Auxerre - SM Caen - AS Cannes - Le Havre AC - RC Lens - Lille OSC - Olympique Lyonnais - Olympique Marseille - FC Metz - AS Monaco FC |  | - Montpellier HSC - AS Nancy - FC Nantes Atlantique - Nîmes Olympique - Paris Saint-Germain FC - Stade Rennais - AS Saint-Etienne - FC Sochaux-Montbéliard - Sporting Toulon Var - Toulouse FC |

## Classificação
| Posição | Clube                  | Pontos | Jogos | V  | E  | D  | GP | GC | SG  |
| ------- | ---------------------- | ------ | ----- | -- | -- | -- | -- | -- | --- |
| 1       | Olympique de Marseille | 58     | 38    | 23 | 12 | 3  | 67 | 21 | +46 |
| 2       | Monaco                 | 52     | 38    | 22 | 8  | 8  | 55 | 33 | +22 |
| 3       | Paris Saint-Germain    | 47     | 38    | 15 | 17 | 8  | 43 | 27 | +16 |
| 4       | Auxerre                | 44     | 38    | 16 | 12 | 10 | 55 | 32 | +23 |
| 5       | Caen                   | 44     | 38    | 17 | 10 | 11 | 45 | 44 | +1  |
| 6       | Montpellier            | 42     | 38    | 12 | 18 | 8  | 40 | 32 | +8  |
| 7       | Le Havre               | 42     | 38    | 13 | 16 | 9  | 35 | 32 | +3  |
| 8       | Lens                   | 39     | 38    | 11 | 17 | 10 | 36 | 30 | +6  |
| 9       | Nantes                 | 38     | 38    | 12 | 14 | 12 | 37 | 39 | -2  |
| 10      | Saint-Etienne          | 37     | 38    | 13 | 11 | 14 | 42 | 37 | +5  |
| 11      | Toulouse               | 36     | 38    | 11 | 14 | 13 | 33 | 40 | -7  |
| 12      | Metz                   | 35     | 38    | 12 | 11 | 15 | 42 | 43 | -1  |
| 13      | Lille                  | 35     | 38    | 11 | 13 | 14 | 31 | 34 | -3  |
| 14      | Sporting Toulon Var    | 32     | 38    | 13 | 6  | 19 | 41 | 55 | -14 |
| 15      | Nîmes                  | 32     | 38    | 9  | 14 | 15 | 31 | 50 | -19 |
| 16      | Lyon                   | 31     | 38    | 10 | 11 | 17 | 25 | 39 | -14 |
| 17      | Sochaux                | 31     | 38    | 9  | 13 | 16 | 35 | 50 | -15 |
| 18      | Stade Rennais          | 29     | 38    | 6  | 17 | 15 | 25 | 42 | -17 |
| 19      | Cannes                 | 28     | 38    | 8  | 12 | 18 | 34 | 48 | -14 |
| 20      | Nancy                  | 28     | 38    | 10 | 8  | 20 | 43 | 67 | -24 |

     Campeão
     Rebaixado

## Artilharia
| Rank | Jogador            | Nacionalidade | Clube               | Gols |
| ---- | ------------------ | ------------- | ------------------- | ---- |
| 1    | Jean-Pierre Papin  | França        | Olympique Marseille | 27   |
| 2    | François Calderaro | França        | FC Metz             | 19   |
| 3    | George Weah        | Libéria       | AS Monaco           | 18   |
| 4    | Stéphane Paille    | França        | SM Caen             | 14   |
| 4    | Fabrice Divert     | França        | Montpellier HSC     | 14   |